# Schädestraße 7, 7a

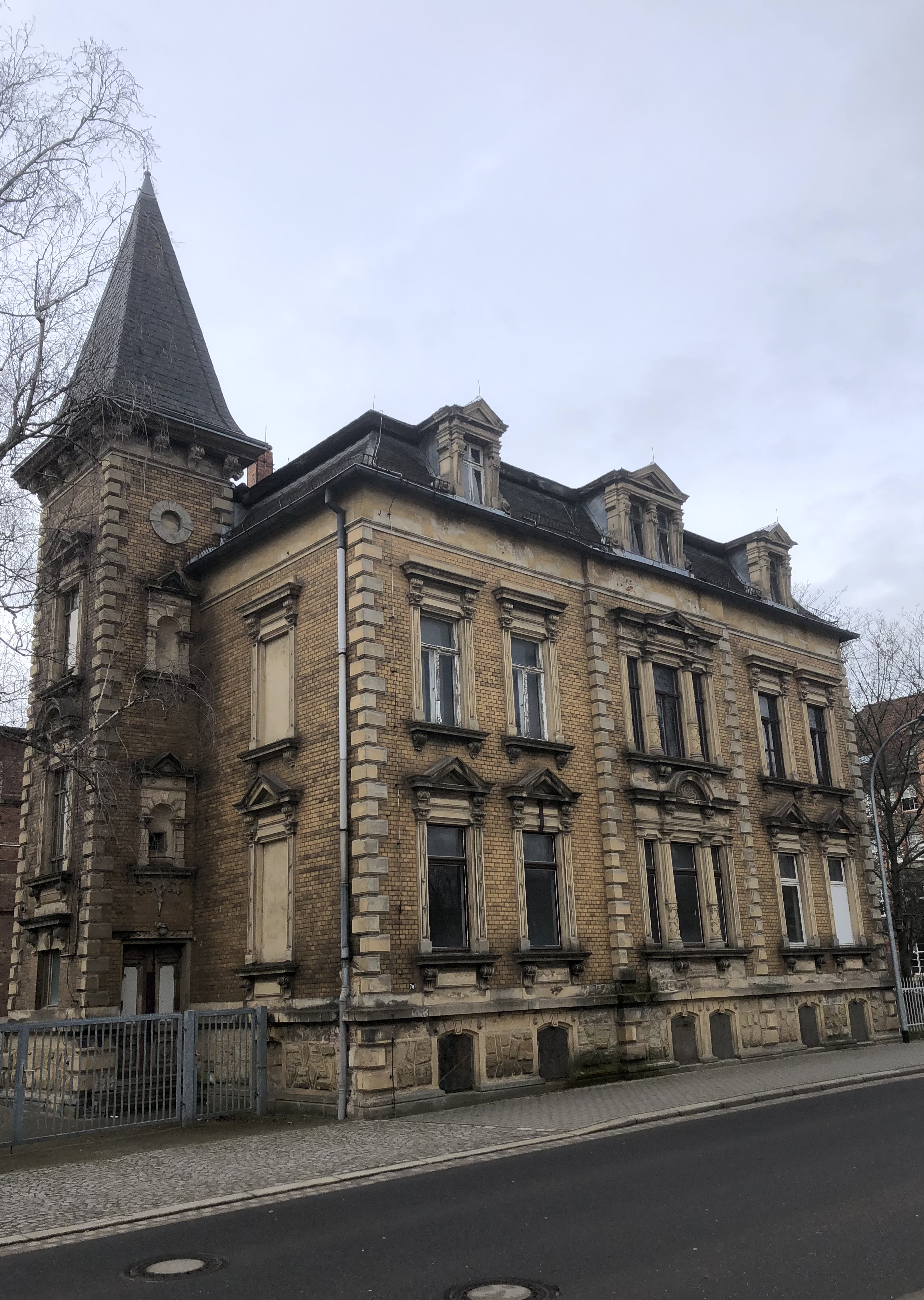
Schädestraße 7,7a im Jahr 2023

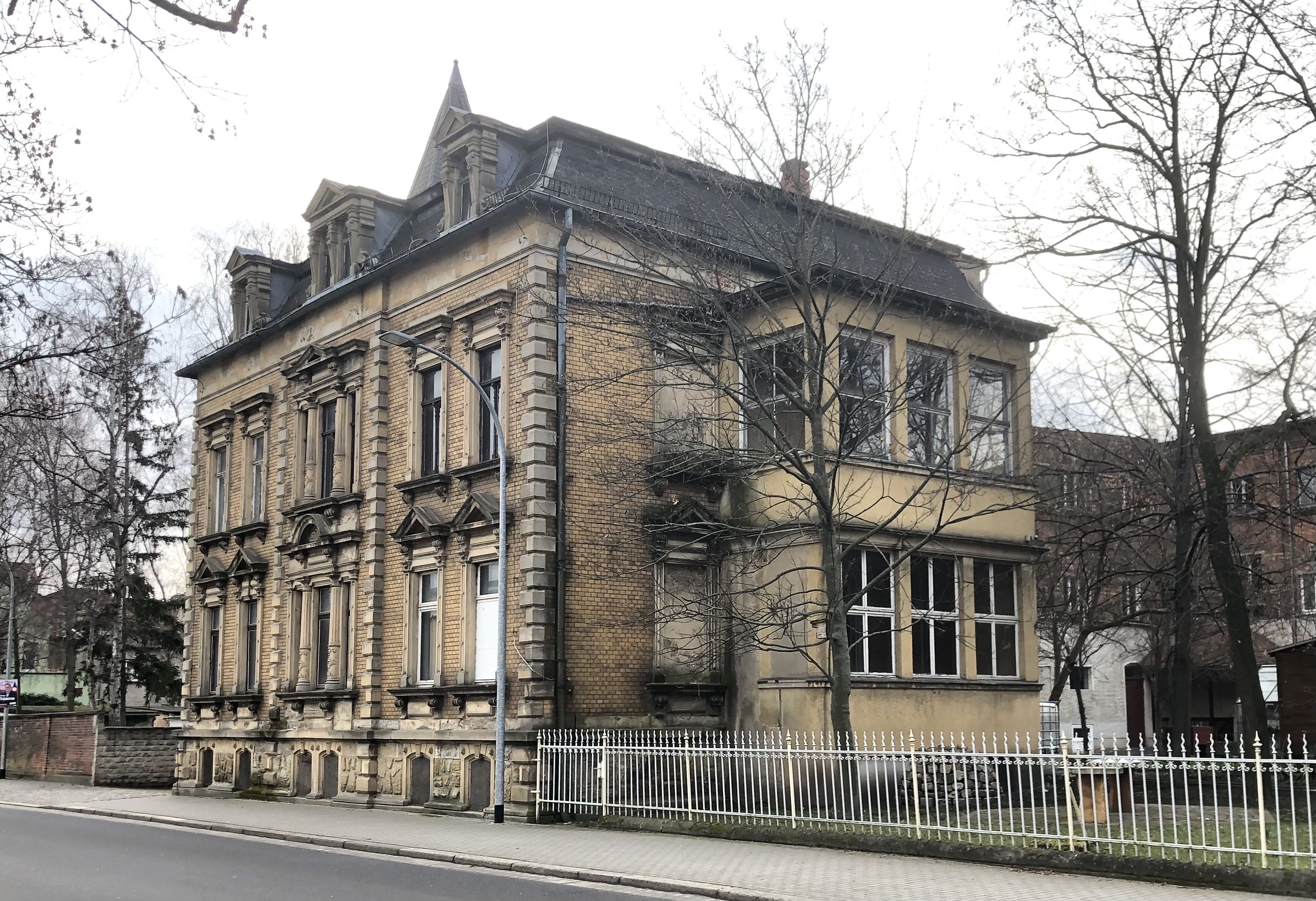
Blick von Nordosten

Das Gebäude Schädestraße 7, 7a ist ein denkmalgeschütztes Wohnhaus in der Stadt Zeitz in Sachsen-Anhalt.

## Lage
Das das Straßenbild prägende Haus liegt nördlich der Zeitzer Altstadt auf der Südseite der Schädestraße.

## Architektur und Geschichte
Der villenartige zweigeschossige Backsteinbau entstand in den 1890er Jahren, wohl als Fabrikantenvilla. Das Gebäude ruht auf einem hohen Kellergeschoss. Prägend für das Erscheinungsbild des Hauses ist ein der Westseite vorgelagerter, mit einem spitzen Helm bekrönter Turm, der als Treppenhaus dient. An der straßenseitigen Hausfassade besteht ein Mittelrisalit. Die Fassade ist mit Putz- und Werksteinelementen aufwändig im Stil des Neumanierismus gegliedert und verziert. Bedeckt wird der Bau von einem Mansarddach, auf dem die bauzeitlichen Zwerchhäuser erhalten geblieben sind.
Auch die Haustür und zum Teil auch die Fenster stammen noch aus der Erbauungszeit des Gebäudes (Stand 2003).
Im Inneren des Turms besteht ein schmiedeeisernes Geländer sowie original erhaltene Eingangsbereiche zu den Wohnungen, denen Böden aus Schmuckfliesen vorgelagert sind (Stand 2003).
Im Denkmalverzeichnis des Landes Sachsen-Anhalt ist das Wohnhaus unter der Erfassungsnummer 094 86705 als Baudenkmal verzeichnet.